# لوئیز مونتباتن
لوئیز مونتباتن (به انگلیسی: Louise Mountbatten) (۱۳ ژوئیه ۱۸۸۹ – ۷ مارس ۱۹۶۵) که ابتدا به نام شاهدخت لوئیز باتنبرگ شناخته می‌شد، همسر دوم گوستاو آدولف ششم سوئد و ملکه این کشور بود.
لوئیز که فرزند شاهزاده لوییس باتنبرگ بود، در زهایم-یوگنهایم در دوک‌نشین هسن متولد شد. پدر او که آدمیرال نیروی دریایی پادشاهی بریتانیا بود، در زمان جنگ جهانی اول از عناوین آلمانی خود صرف‌نظر کرد و نام خانوادگی خود را به مونتباتن تغییر داد. مادر لوئیز شاهدخت ویکتوریای هسن و راین، نوه ملکه ویکتوریا بود. در سال ۱۹۲۳، لوئیز با ولیعهد سوئد گوستاو آدولف که سه سال قبل از آن همسرش را از دست داده بود ازدواج کرد. مراسم ازدواج در نمازخانه کاخ سنت جیمز و در حضور جرج پنجم صورت گرفت. تنها فرزند لوئیز در سال ۱۹۲۵ مرده به دنیا آمد. در سال ۱۹۵۰، در پی به سلطنت رسیدن گوستاو آدولف، لوئیز ملکه سوئد شد.
لوئیز در ۷ مارس ۱۹۶۵ در بیمارستانی در استکهلم درگذشت و در گورستان سلطنتی در سولنا در شمال استکهلم دفن شده‌است.